# Nižná Boca
Nižná Boca (węg. Szentivánboca, niem. Unterbotza) – wieś (obec) w powiecie Liptowski Mikułasz, kraju żylińskim, w północnej Słowacji. Wieś położona jest na północnej stronie Niżnych Tatr, na dnie Bocianskiej doliny. Obok wsi przebiega droga krajowa nr 72.
Nižná Boca to dawna wieś górnicza, w której duże znaczenie miało niemieckie osadnictwo. Wydobywano tu najpierw złoto, później rudę żelaza. Od lat 30. XX wieku wieś zmieniała swój charakter na turystyczny.
We wsi znajduje się neoklasycystyczny kościół ewangelicki z neoromańską wieżą, datowany na 1844 rok.

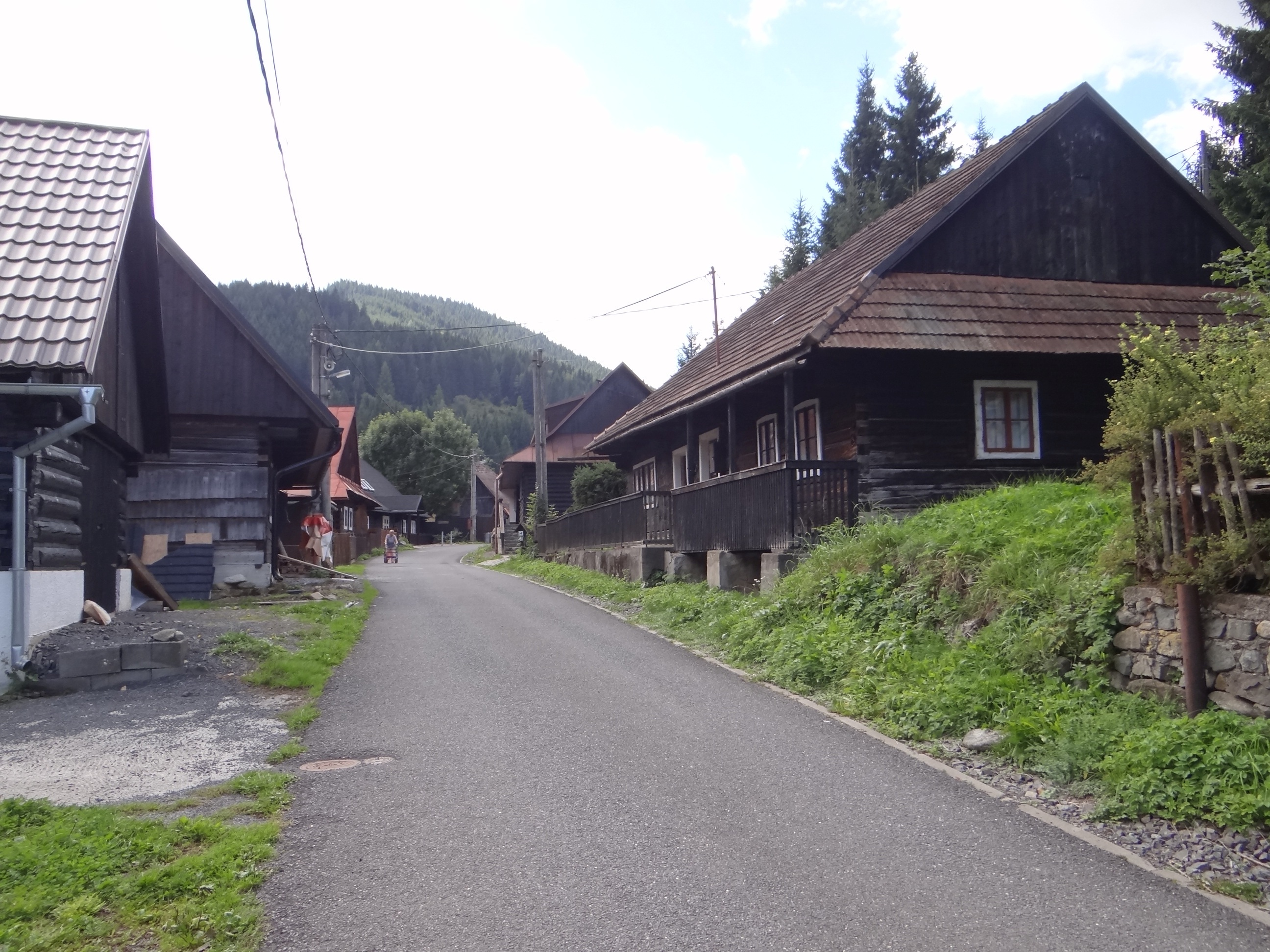
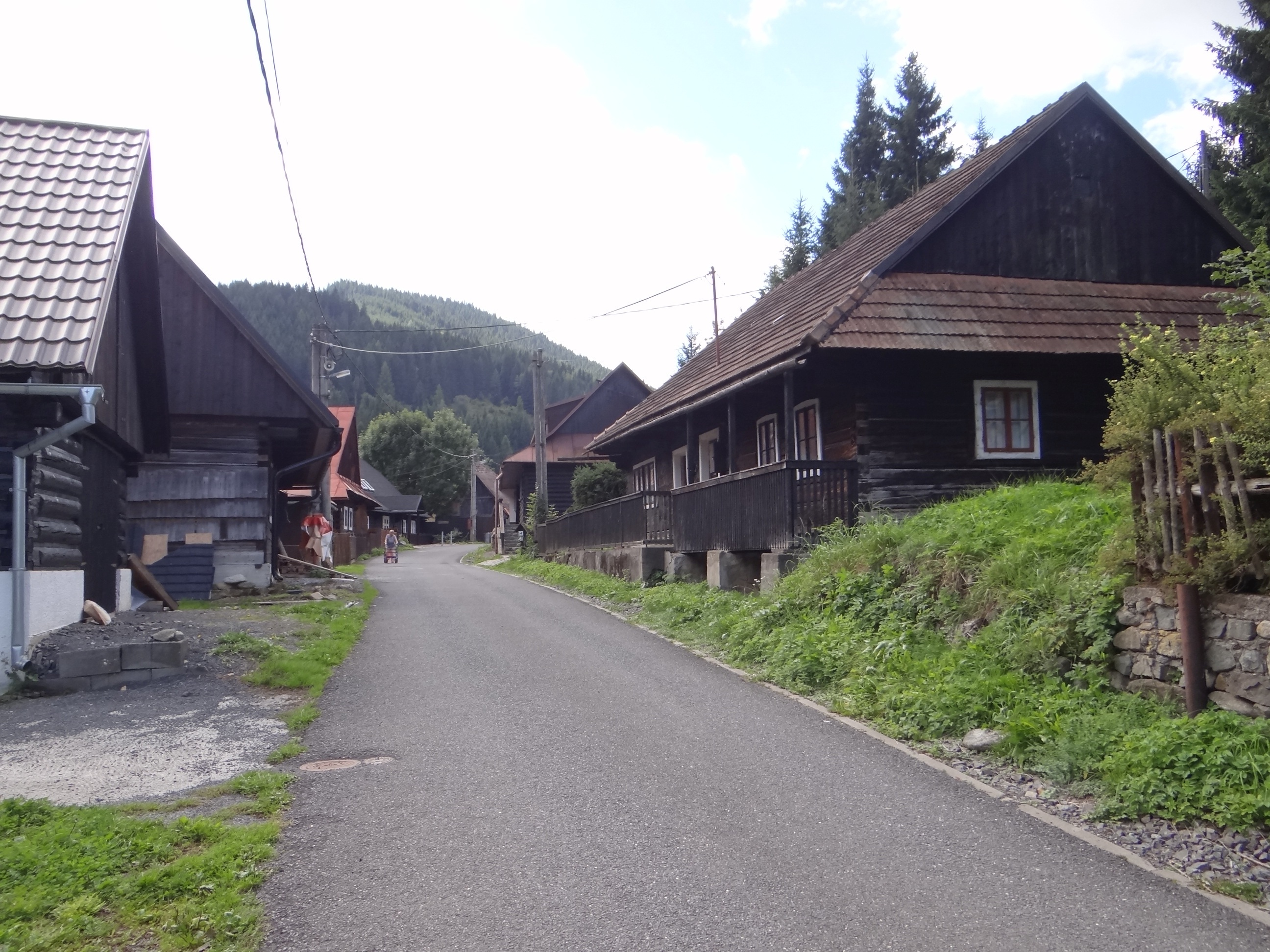
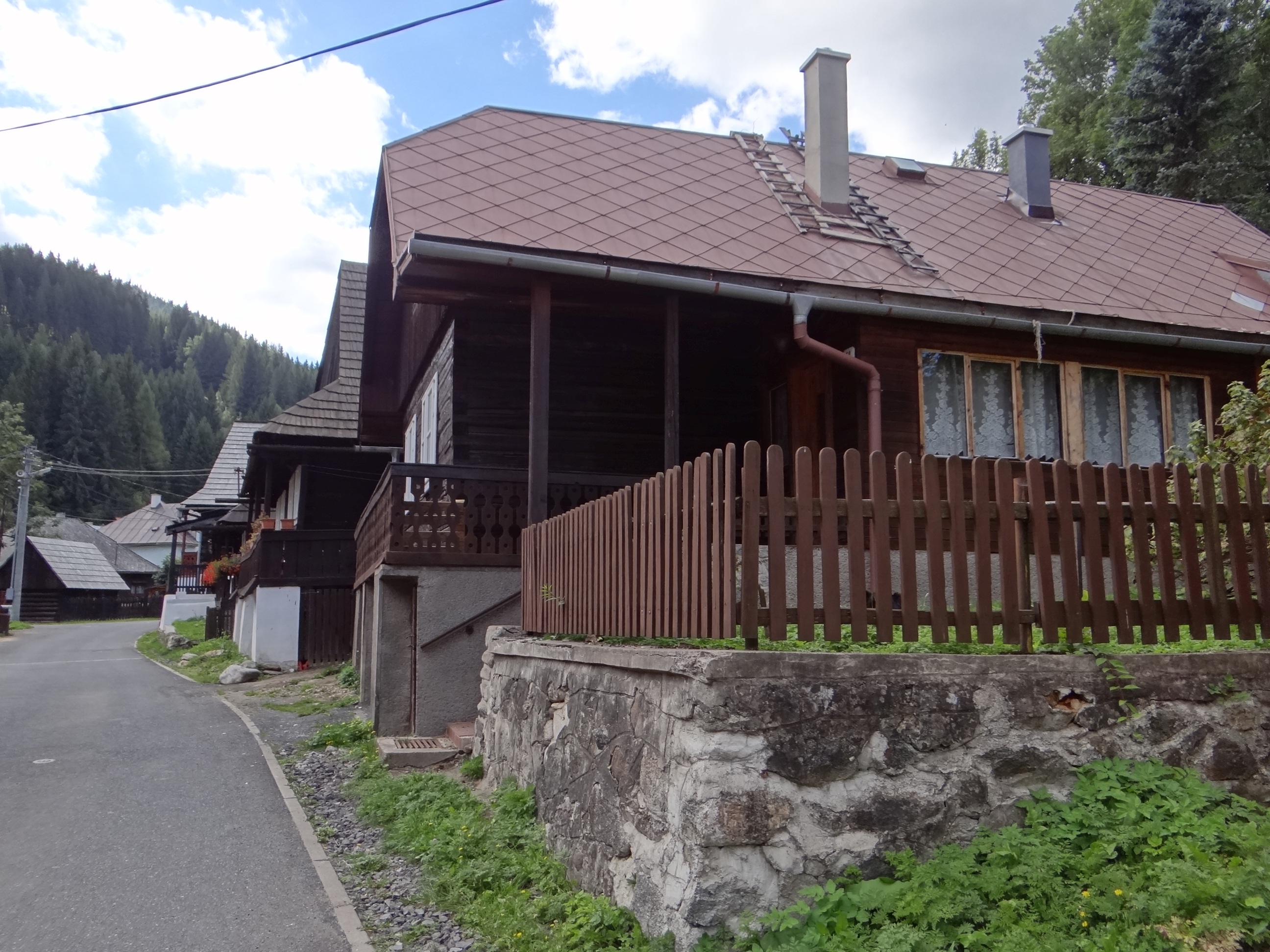
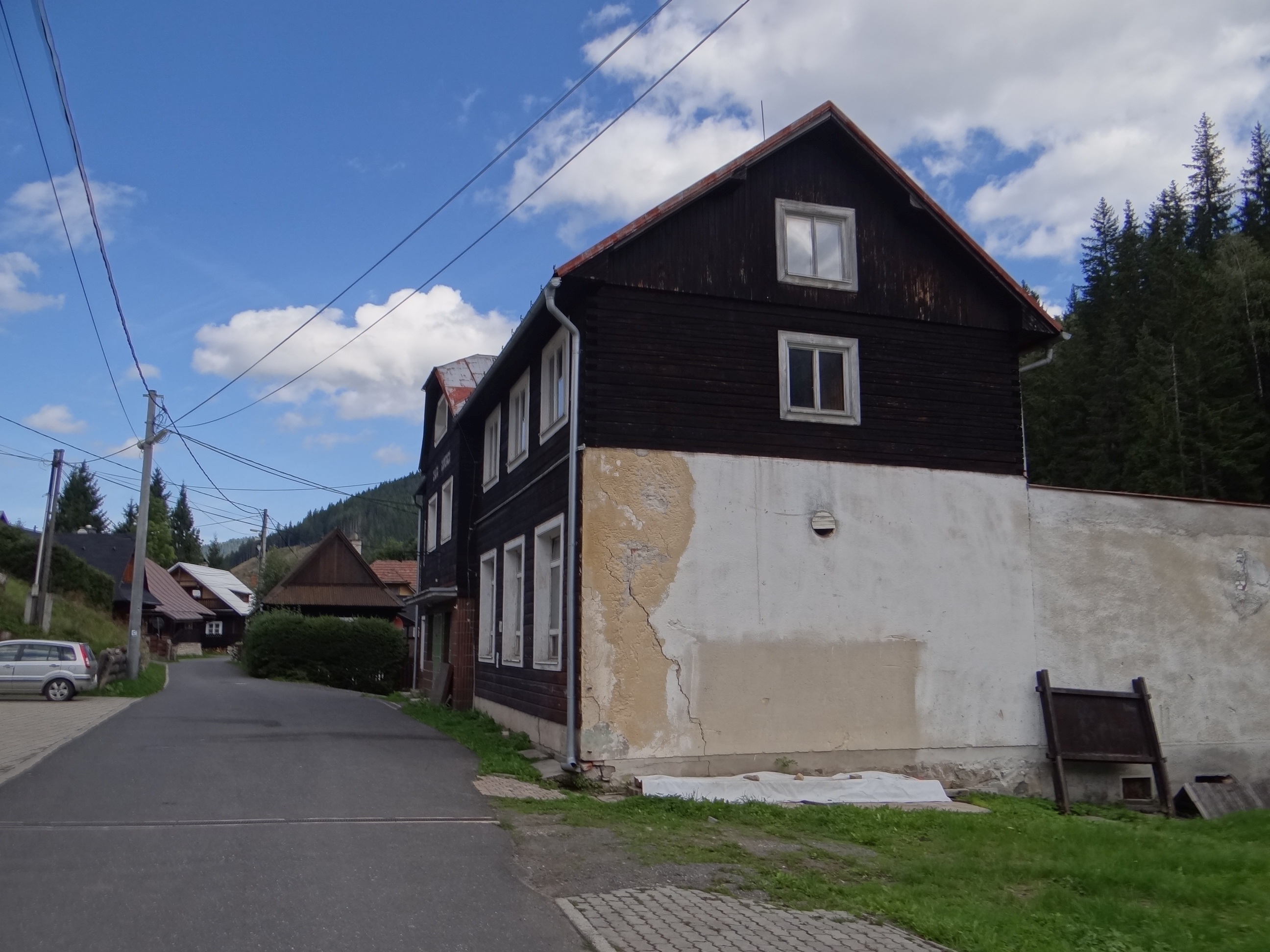
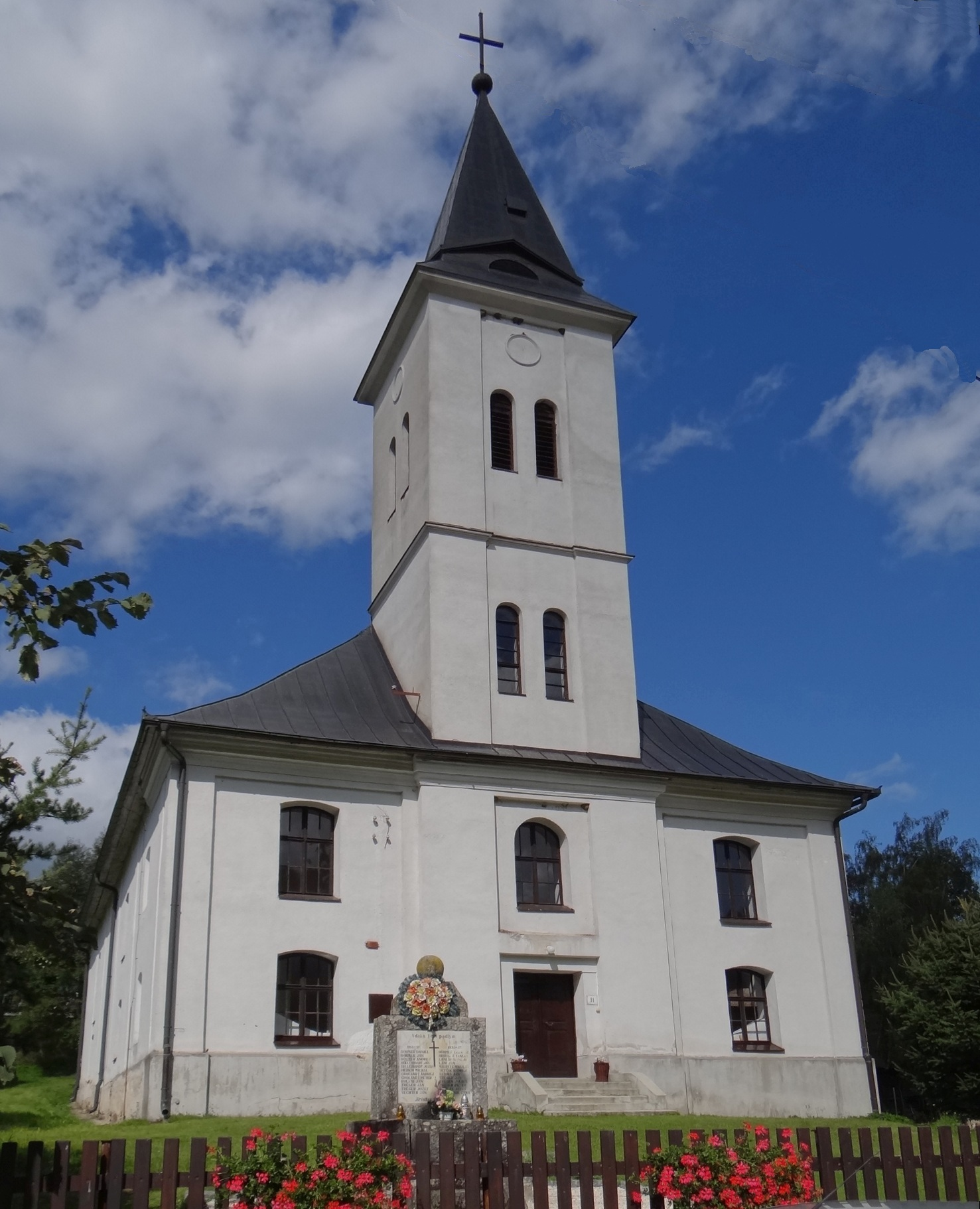
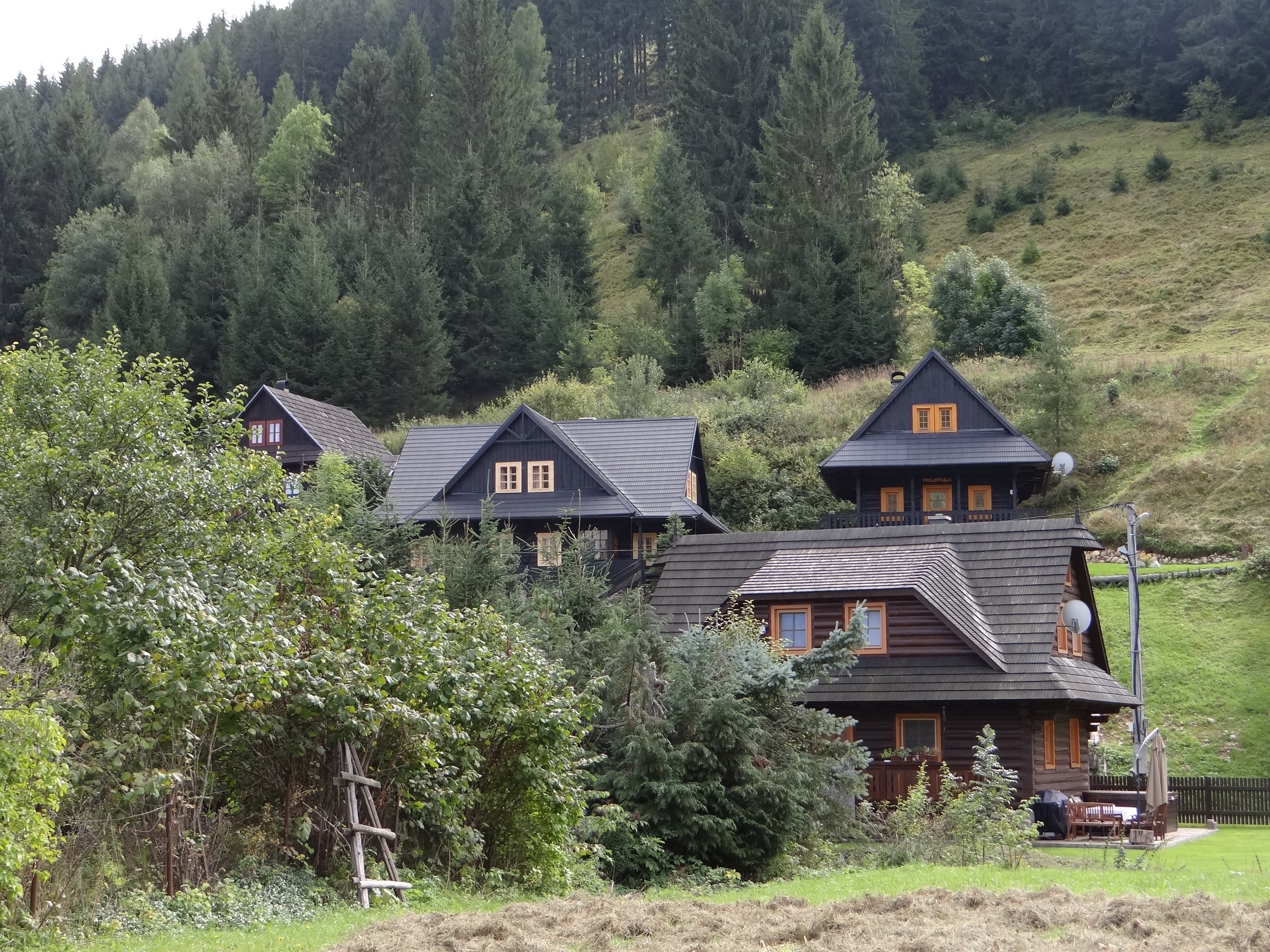
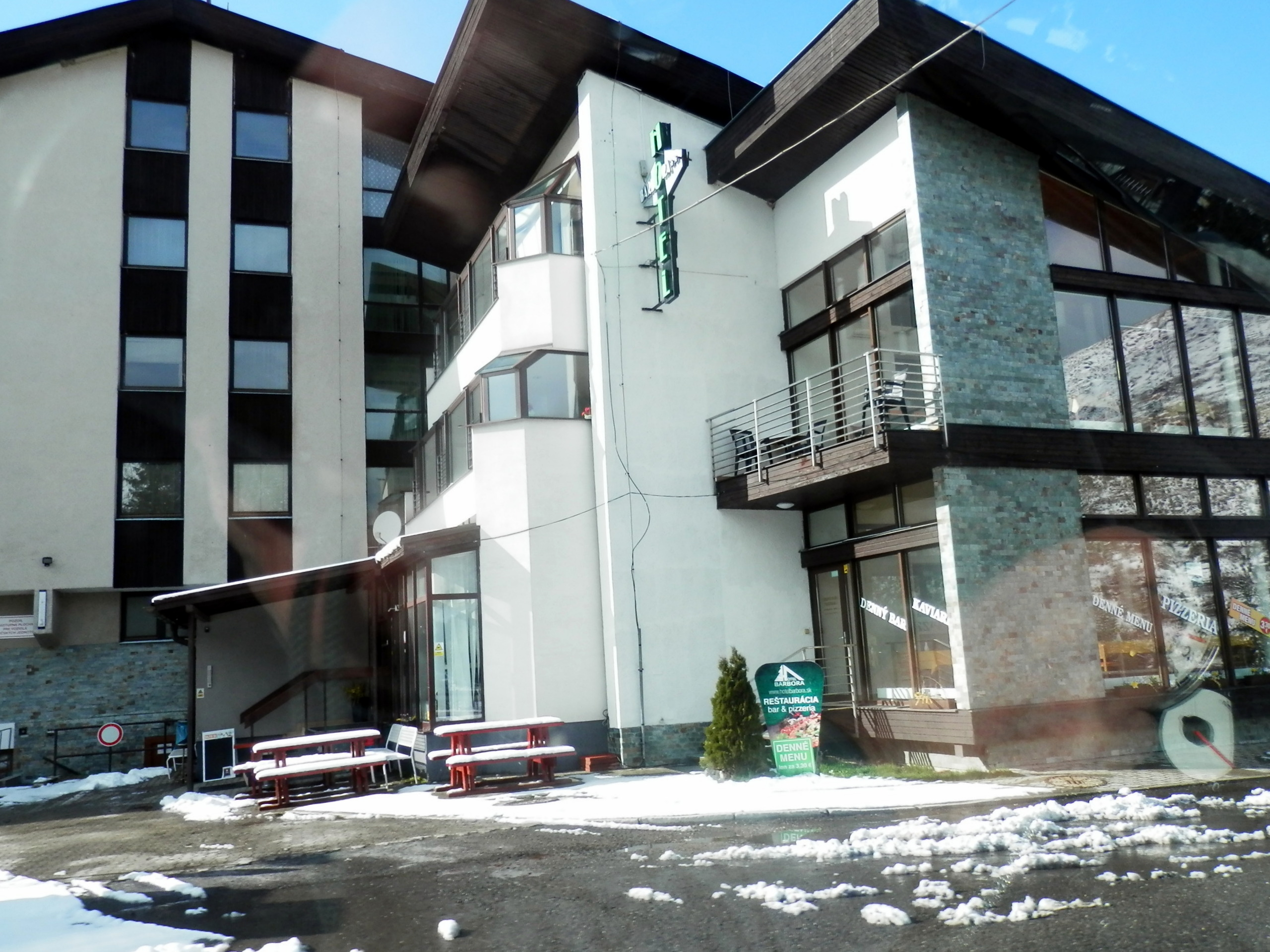
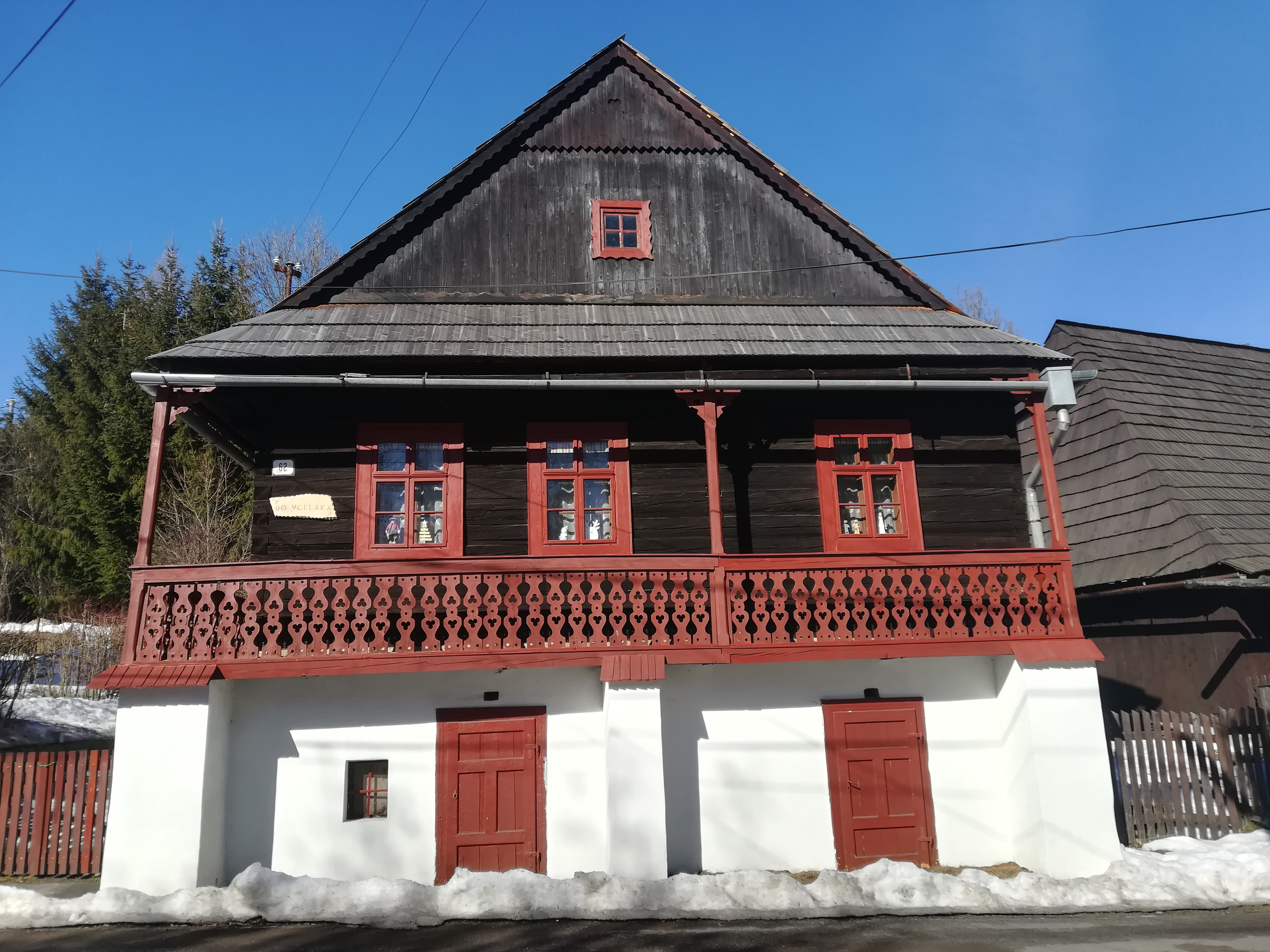